# Géranium sanguin
Geranium sanguineum
Espèce
Classification phylogénétique
Le Géranium sanguin (Geranium sanguineum), encore appelé Géranium rouge sang ou Herbe à becquet, est une plante herbacée de la famille des Geraniaceae .

## Description

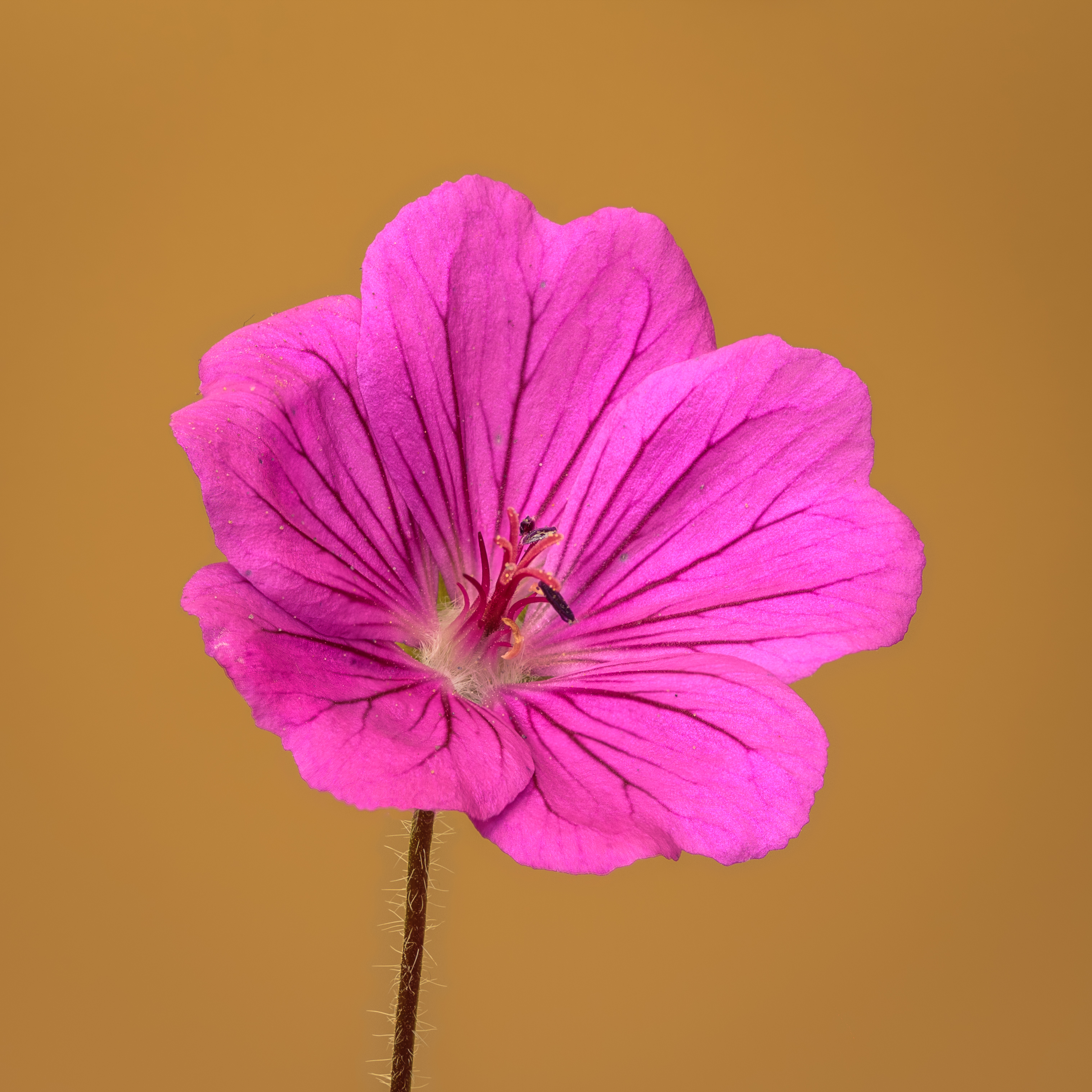
Fleur de géranium sanguin.

Le Géranium sanguin est une plante herbacée vivace, hérissée de longs poils étalés, possédant un rhizome horizontal épais, se développant jusqu'à 50 cm de haut. Du pied émergent de nombreuses tiges, poilues, de 10 à  40 cm, étalées ou dressées.
Les feuilles opposées sont profondément divisées. Le limbe de contour orbiculaire est palmatipartites à 5-7 lobes bi- ou trifides, en coin.
Les fleurs rouges, rose carmin, de 2,5 à 3,5 cm de diamètre sont solitaires. Elles sont portées par un long pédoncule (7-15 cm) une à deux fois plus long que la feuille. Les cinq sépales étalés sont terminés en pointe. Les cinq pétales sont échancrés.
Le fruit est formé de cinq capsules poilues.

## Distribution et habitat
L'espèce croît en Europe, en Turquie et dans le Caucase. Elle est parfois naturalisée ailleurs.
Elle pousse çà et là dans toute la France. En Suisse, c'est une espèce caractéristique de l'ourlet maigre xérothermophile Geranion sanguinéi.
C'est une espèce xérophile, des sols secs, croissant dans les cailloux calcaires, les graviers, à la lisière des bois, dans les clairières, sur substrats marneux et calcaire.

## Statut
Cette espèce est protégée dans plusieurs régions de France (voir INPN).

## Usages
- Médicinal

La plante est astringente et hémostatique.
En Bulgarie, le géranium sanguin est cultivé comme plante médicinale. Les phytothérapeutes bulgares considèrent Rhizoma et Radix Geranii sanguinei comme astringent, vasodilatateur, anti-inflammatoire, hypotensif, cardiotonique et légèrement sédatif. Ils contiennent des catéchines, des tanins, de la leucoanthocyanidine, de la geranine, des résines etc.
- Horticole

Le géranium sanguin est cultivé comme plante ornementale, en extérieur, car il ne gèle pas en hiver (jusqu'à −20 °C). C'est  un couvre sol vigoureux, à croissance rapide, restant fleuri de mai à l'automne.

## Illustrations

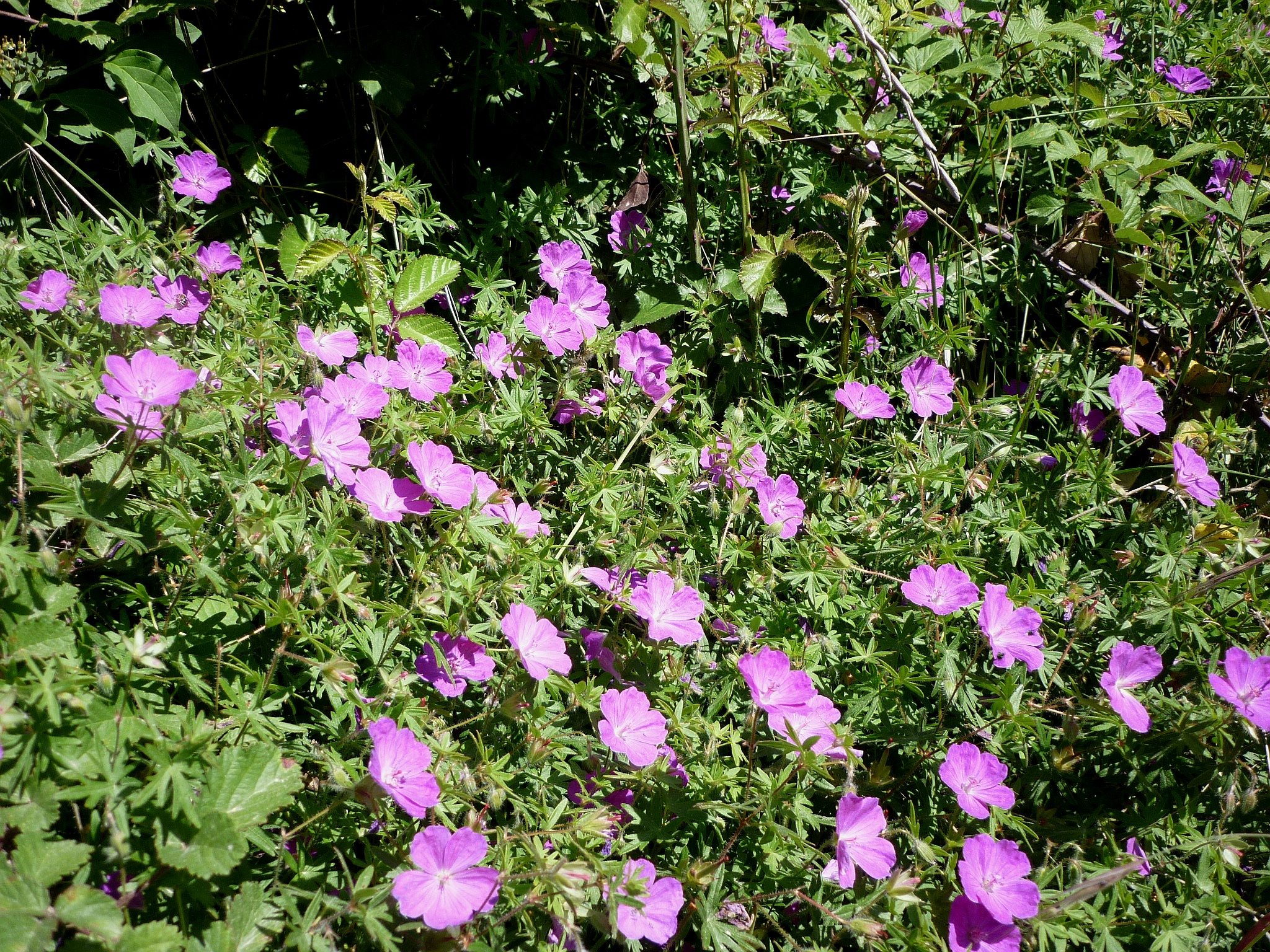
Géranium sanguin.
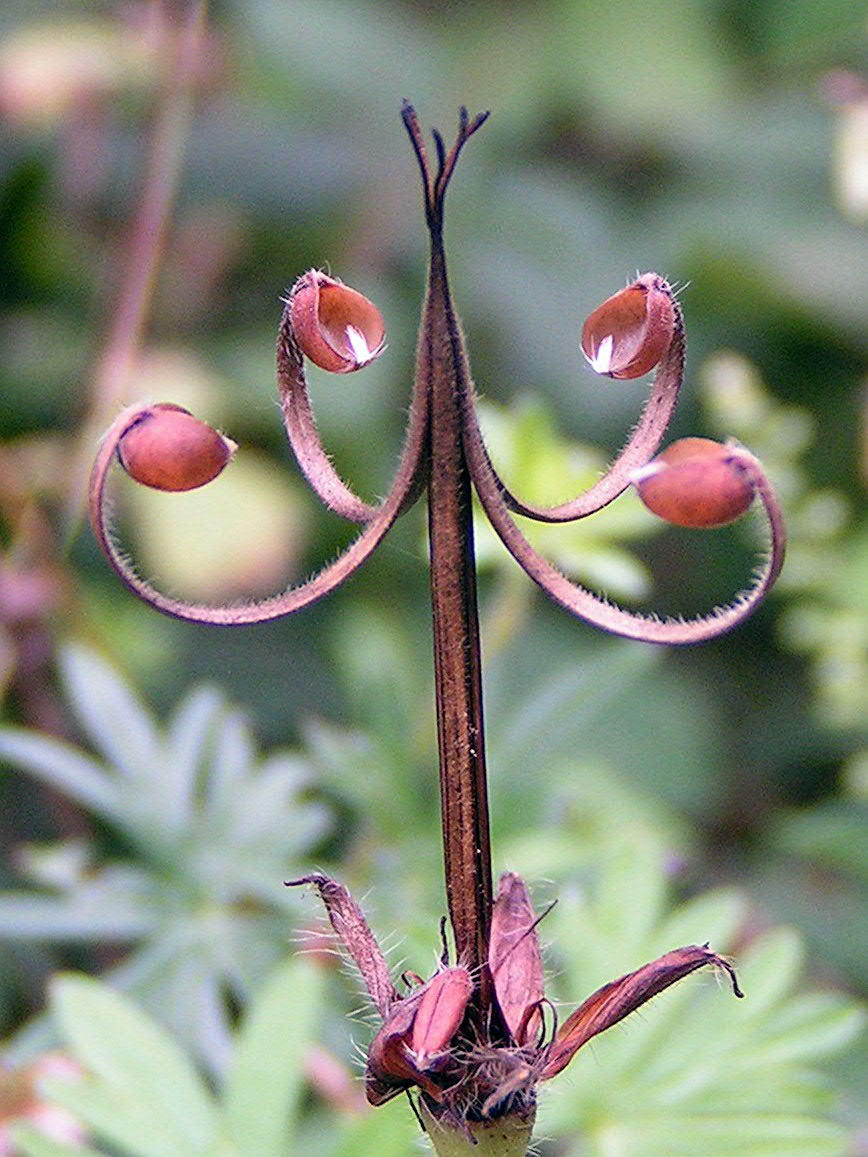
Fruit avec méricarpes.
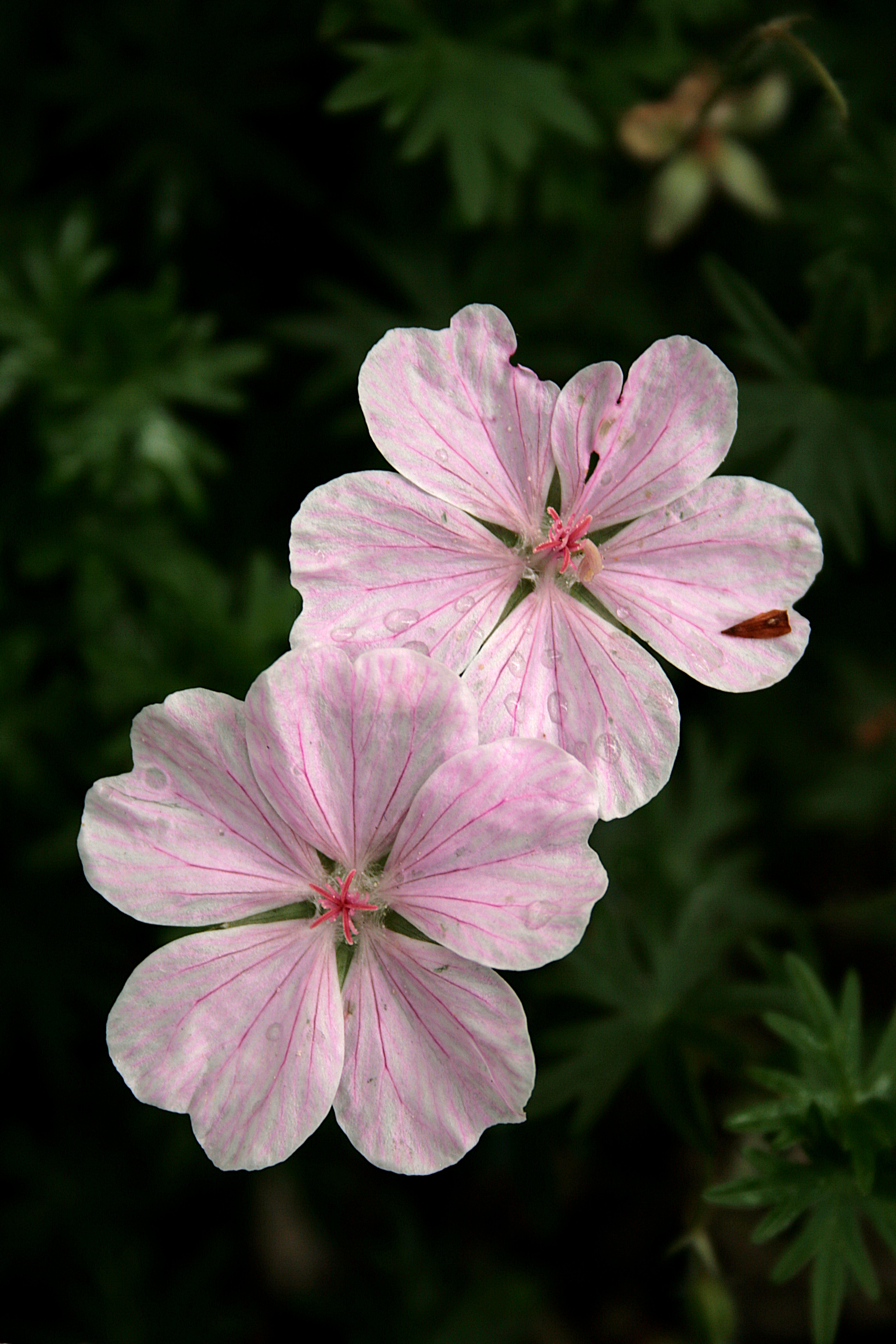
Fleurs de Geranium sanguineum 'Striatum'.
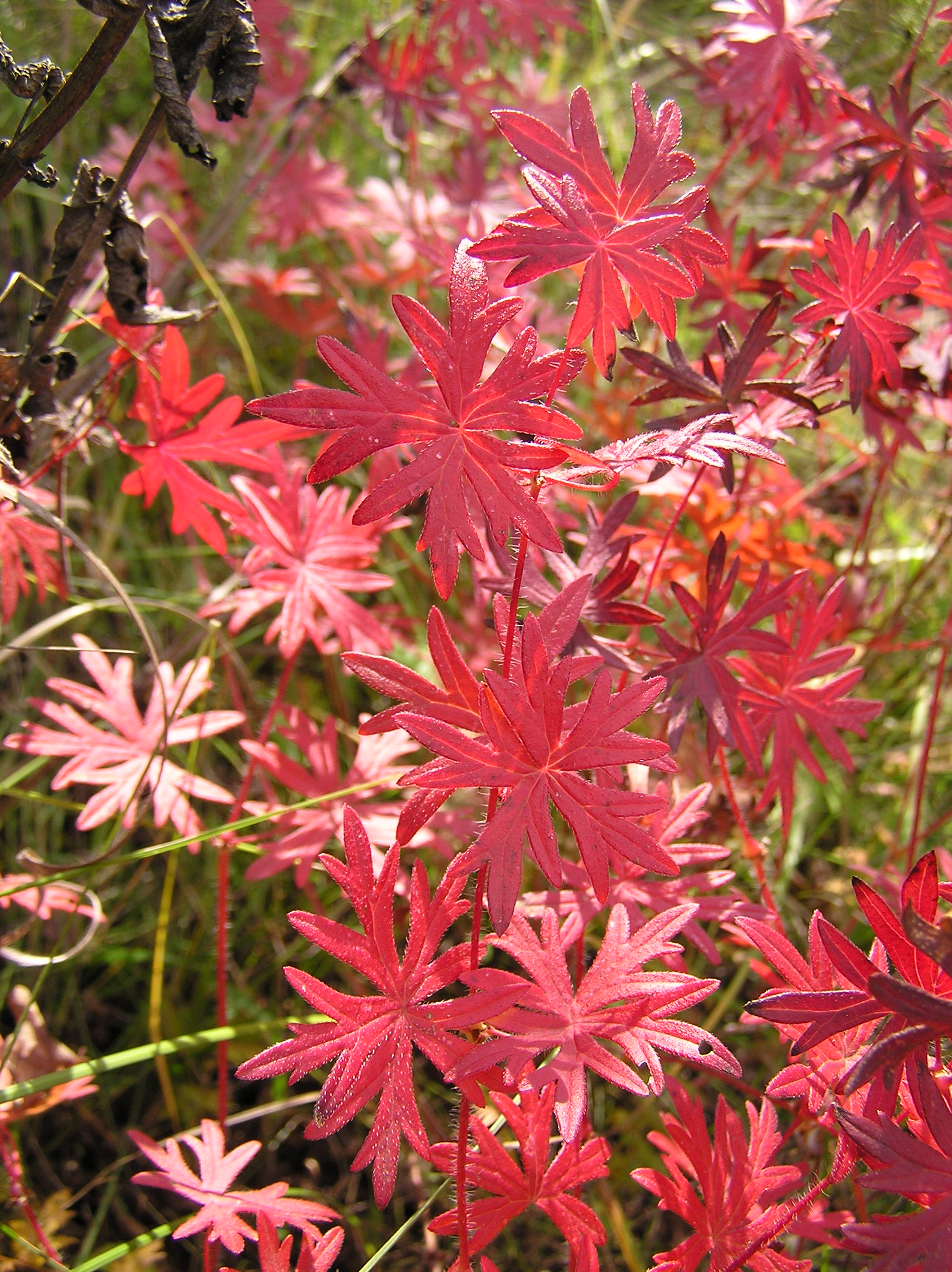
Feuillage en automne de Geranium sanguineum.
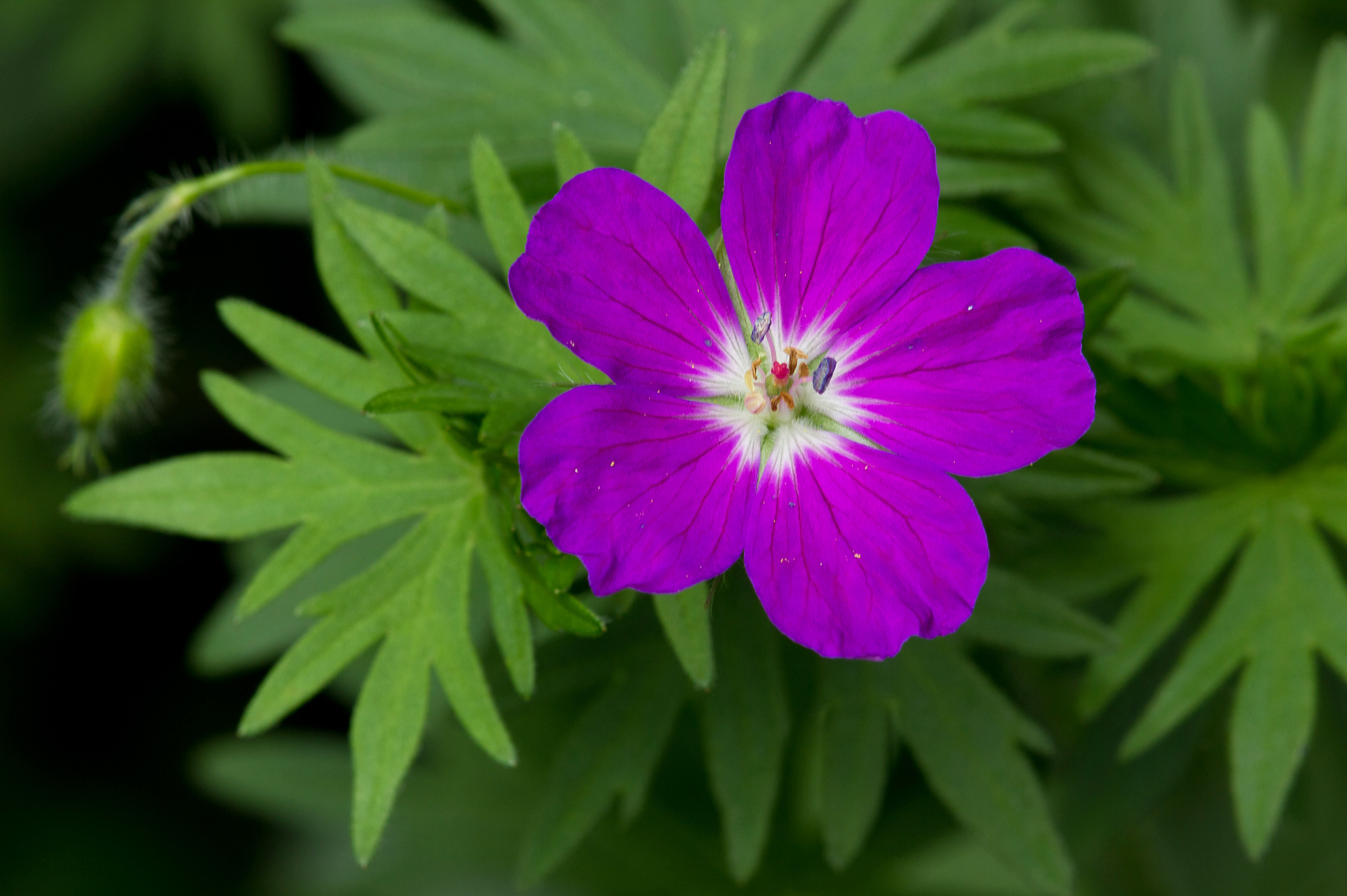
Fleur de Géranium sanguin.